# プロセラルム盆地

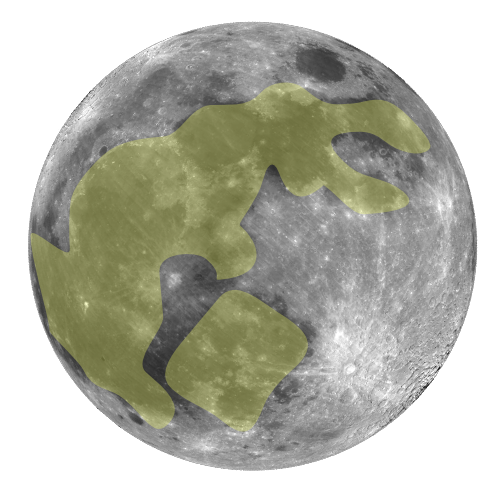
日本では月の模様はしばしば餅をつくウサギに例えられるが、プロセラルム盆地は耳を除いたウサギの全身と臼を全て覆っている。

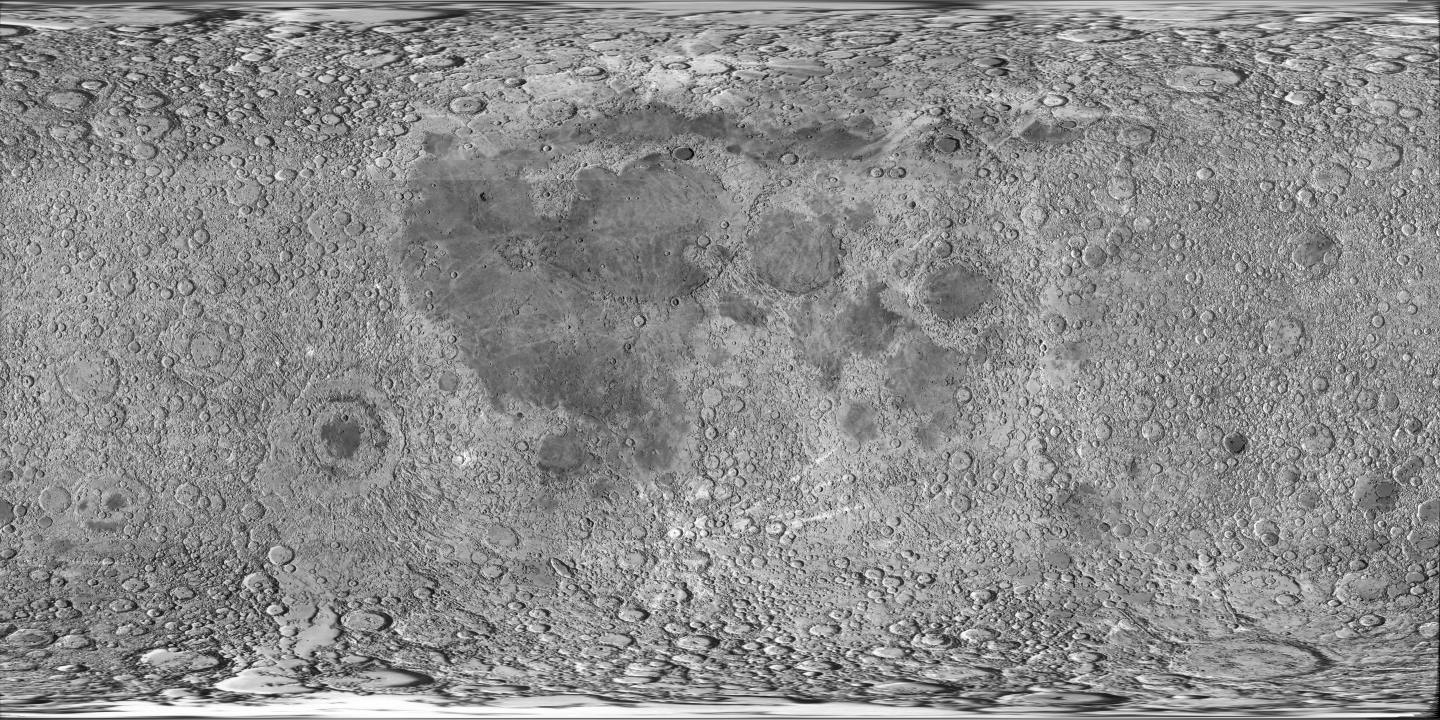
クレメンタインによる月面地図（正距円筒図法）西経180度（左）から東経180度（右）。
真ん中が子午線（経度ゼロ、地球から見える月の真ん中）である。この地図を水平方向に4等分したとき中央の2枚が地球から見える表側である。地図中央の大きな一塊の黒い影がプロセラルム盆地である。

プロセラルム盆地（プロセラルムぼんち）とは、月の表側にある盆地である。Procellarumはラテン語で「嵐の」の意。

## 名称
プロセラルム盆地は、1974年にシェフィールド大学のP.H.Cadoganによってその存在が提唱され、さらに1981年にNASAのイーウェン・ウィテカーによってその説が強化された。Cadoganは当初「ガルガンチュア盆地」という名称を提案したが、ウィテカーから、月面の衝突盆地の名称にはその領域に含まれる月の海の名前が付けられるのが通常であるとの指摘を受けている。その後、最大の海である嵐の大洋の名前に因んだ「プロセラルム盆地」と名付けられた。

## 構造
プロセラルム盆地は、直径が約3,000kmもある巨大な盆地である。その正体は月自身の大きさの約86%もある巨大な衝突盆地という説が提唱されている。この大きさは、月の裏側にある南極エイトケン盆地の約2,500kmを抜き、月の中で最大であり、太陽系でも最大級の衝突地形である。この直径は、地球に置けば日本列島がその中に納まってしまうサイズである。南極エイトケン盆地は月の裏側にあるため地上からは見えないが、プロセラルム盆地は月の表側にあるため観察できる。
プロセラルム盆地の中には直径1,145kmの雨の海があり、プロセラルム盆地が形成する衝突が起きた後に雨の海を形成する衝突が起きたことを示している。ちょうど餅をつくウサギに見える模様を、耳に見える部分である豊かの海の一部と神酒の海の全てを除き、残りの全身を覆う形で存在する。また、臼に例えられる雲の海などもこの中に納まっている。

## 起源
プロセラルム盆地の起源は、直径が約300kmもある巨大な小惑星の衝突によって生じたと考えられている。月の表面で暗く見える月の海は、玄武岩質の岩石で覆われた地域で、ほかの場所と比べて低地である。海は、形成したばかりの月内部で放射性物質の放射性壊変熱で溶けやすい玄武岩マグマが地表に噴出した後であり、クレーターのような低地が海の形を決めたと言われている。明るく見える部分は、海などより高い高地である。これまでの数々の月探査によって、月の表側と裏側では、海と高地の比率だけでなく、地殻の厚さやトリウムなどの放射性物質の量に違いがあることが分かった。特に地殻は表側では薄く、裏側では厚いため、月の形状的重心と質量的重心はずれており、月が常に表側を地球に向ける公転が安定する原因となっている。このような違いは、プロセラルム盆地が実は巨大な衝突によるクレーターで、この大衝突で地形が変化したり、飛び散った物質によって、このような月の表裏の二面性を作り出したと考えられてきたが、これまでそれを裏付ける科学的な証拠がなかった。
2012年に産業技術総合研究所は、JAXAの月周回衛星のかぐやが調べた可視赤外線反射率スペクトルのデータを用い、月表面にあるカルシウムに乏しい輝石（ピジョン輝石、頑火輝石、鉄珪輝石などのMg-Fe輝石）の分布を調べた。低カルシウム輝石は、地殻を貫いてマントルの一部を溶かすほどの大規模な衝突で溶けた衝突溶融物が固化した際に多く含まれていると考えられている。その結果、同じく巨大なクレーターである雨の海周囲部、南極エイトケン盆地内部、プロセラルム盆地周囲部に、低カルシウム輝石を20%以上含む物質が存在することが分かった。このことから、プロセラルム盆地は衝突盆地であり、衝突の衝撃で表側にある高地を吹き飛ばした原因となった。また、地殻の厚みを薄くすることによって深部の圧力が下がり、月内部の玄武岩質マグマが噴出しやすくなり、噴出したマグマが固まって海を形成する要因ともなった。その結果、現在のような表と裏の二面性を生じる原因になったと考えられている。

## 匹敵する衝突地形
プロセラルム盆地が太陽系で最も大きなクレーターか否かは定かではない。これまでで天体の衝突が生成の原因だとわかっている最も大きなクレーターは南極エイトケン盆地の2,500km、次いで火星にあるヘラス平原の2,300kmであった。プロセラルム盆地はこれらよりも大きい。科学的な証拠が提示されていないものとしては、火星にある北極盆地は、10,600km × 8,500kmという途方もなく大きなクレーターではないかという説がある。また、同じく火星にある約3,300kmのユートピア平原もまた衝突盆地ではないかと言われている。ちなみに、木星のガリレオ衛星の1つであるカリストにあるヴァルハラ盆地は本体部分が直径360kmであるが、衝突の衝撃に由来する多重のリング構造が最大直径3,800kmまで広がっている。また、クレーターと月自身の直径との比率は約86%であるが、これは極端に小さな天体にあるクレーターを除けば、小惑星ベスタにあるレアシルヴィアの約96%に次ぐ比率である。